# Ricardo González Vigil
Ricardo González Vigil (Lima, 31 de julio de 1949) es un escritor, poeta, crítico literario y antologador peruano.

## Biografía
Hijo de Raúl González Fernández y Blanca Vigil Hoyos. Estudió en el Colegio Sagrados Corazones Recoleta y luego ingresó a la Facultad de Letras de la Pontificia Universidad Católica del Perú, de la que se graduó como bachiller en Humanidades y doctor en Literatura.
Ejerció la docencia universitaria como profesor principal en Literatura de la Universidad Católica. En 1975 empezó a colaborar como crítico literario en el diario El Comercio. Sobresale por sus trabajos sobre César Vallejo y José María Arguedas.
Es miembro (desde el 2001) de la Academia Peruana de la Lengua y del Instituto Riva-Agüero.
«González Vigil, más que ningún otro de la generación, ha propiciado y alentado con sesuda claridad en sus comentarios críticos, todo lo que fue el espíritu literario de la generación del 70» (César Toro Montalvo).

## Obras

### Novela
- 1992. A flor del mundo. Trujillo, Casa del Artista, Colección Homenaje al Centenario de César Vallejo.
- 1989. Presencia de Dios en la poesía latinoamericana.

### Poesía
- 2004. Poemas de amor. Lima, Ediciones Altazor.
- 1997. Génesis continuo: árbol de poemas. Lima, Jaime Campodónico Editor, Colección del Sol blanco.
- 1987. Ser sin ser: poesía 1965-1986, Lima.
- 1978. Silencio inverso. Lima, Ediciones Capuli, Colección Manzana mordida.
- 1973. Llego hacia ti.

### Como antologador
- 2017. Alma, corazón y vida. Antología peruana de cuentos de amor. Lima, Editorial ARSAM.
- 2016. Látigo y otros cuentos. Antología de los años sesenta en adelante. Lima, Editorial San Marcos.ISBN 9786123153489.[1]
- 2016. Taita Cristo y otros cuentos. Antología de la Generación del 50. Lima, Editorial San Marcos. ISBN 9786123153502.[2]
- 2016. El Caballero Carmelo y otros cuentos. Antología del modernismo al realismo regionalista. Lima, Editorial San Marcos. ISBN 9786123153472.[3]
- 2016.  Pedro Serrano y otros cuentos. Antología de la tradición oral al texto escrito. Lima, Editorial San Marcos. ISBN 9786123153496[4]
- 2013. El cuento peruano 2001-2010 (dos volúmenes). Lima, Petróleos del Perú.
- 2011. Cuentos universales (siete volúmenes). Lima, Editorial Bruño.[5]
- 2009. Poetas peruanas de antología. Lima, Mascaypacha Editores.
- 2007. Poesía peruana para niños. Lima, Editorial Alfaguara.
- 2005. Poesía peruana para jóvenes. Lima, Editorial Alfaguara.
- 2004. Poesía peruana vanguardista. Lima, Fondo Editorial Cultura Peruana.
- 2001. El cuento peruano 1990-2000, Lima.
- 1989. Signo e imagen. Viñas de la alegría (antología poética universal sobre el vino). Lima, Banco de Crédito del Perú.
- 1986. (setiembre...) Teatro: estreno mundial de la "farsa tropical": Colachos hermanos o presidentes de América. bajo la organización de Ricardo González Vigil. Supervisión teatral de la dramaturga Sara Joffré. Dirección del espectáculo Carlos Riboty y el grupo Célula. Todo esto dentro del marco de las celebraciones al poeta: "Vallejo Heraldo de un mundo mejor", que incluía una Exposición de fotografias y cine con la exhibición del film "Vallejo: Canciones de Hogar" del director Nilo Pereira y guión de Ricardo González Vigil. Todo financiado por el Banco Central de Reserva del Perú. El espectáculo teatral fue presentado en el Auditorio del BCR, en el Centro Histórico de Lima.
- 1984. Poesía peruana: Antología general. De Vallejo a nuestros días. Lima, Edubanco.
- 1983. El cuento peruano, 1975-1979. Lima, Ediciones Copé.

### Crítica literaria
- 2009. Claves para leer a César Vallejo. Lima, Editorial San Marcos.
- 2008. Años decisivos de la narrativa peruana. Lima, Editorial San Marcos.
- 1999. Rubén Darío y César Vallejo, heraldos del nuevo mundo (con Álvaro Urtecho).
- 1993. Intensidad y altura de César Vallejo. Lima, PUCP - Fondo Editorial.
- 1991. El Perú es todas las sangres. Lima, PUCP - Fondo Editorial.
- 1990. Retablo de autores peruanos. Lima, Editorial Arco Iris.[6]
- 1989. Comentemos al Inca Garcilaso. Lima, Banco Central de Reserva del Perú.
- 1988. Leamos juntos a Vallejo. Los heraldos negros y otros poemas juveniles. Lima, Banco Central de Reserva del Perú.
- 1983. Cuatro grandes escritores y el mundo judío: Joyce, Kafka, Proust, Mann (con Luis León Herrera y Jorge Dajes), Lima.

### Biografía
- 1995. César Vallejo. Lima, Editorial Brasa, Colección Forjadores del Perú.
- 1987 Los que hicieron el Perú. Abraham Valdelomar. Lima, Visión Peruana S.A.

### Participación en otras ediciones
- 2000. Prólogo a ¡Salve spes! de Carlos Germán Belli. Lima, PUCP, Colección El manantial oculto N°18.
- 1999. Prólogo a Retratos turbios de Carlos Eduardo Zavaleta. Lima, Universidad Nacional Mayor de San Marcos.
- 1999. Prólogo a Por la generación del relevo de Iván Rodríguez Chávez. Lima, Universidad Ricardo Palma.
- 1992. Prólogo a las Obras completas de César Vallejo. Lima, Editora Perú.

## Publicaciones en la prensa
- Colónida y el modernismo. Lima, Suplemento Dominical de El Comercio, 14 de febrero de 1982.